# 手机信号

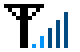
手机屏幕上的条形图可以顯示信号強弱

手机信号是指手机从蜂窝网络中接收到的信號。手機信號的強弱取決於多方面因素，例如當靠近行動通信基地臺時信號強、但呆在某些建筑物或者地下室時信号弱。大多数移动设备通過高度逐漸递增的柱狀条形图向用户显示手機信号的大致强度，一般条形图上有5個柱狀。